# Jacek Łągwa
Jacek Andrzej Łągwa (ur. 11 października 1969 w Łodzi) – polski kompozytor, multiinstrumentalista, muzyk, producent muzyczny, aranżer i piosenkarz wykonujący muzykę pop, a także aktor i prezenter radiowy.
Współzałożyciel zespołu Ich Troje, z którym od debiutu w 1996 wydał 10 albumów studyjnych: Intro (1996), ITI Cd.. (1997), 3 (1999), Ad. 4 (2001), Po piąte... a niech gadają (2002), 6-ty ostatni przystanek (2004), 7 grzechów głównych (2006), Ósmy obcy pasażer (2008), Pierwiastek z dziewięciu (2017) i Projekt X (2021), a także wylansował przeboje: „Powiedz”, „Zawsze z Tobą chciałbym być...”, „Razem a jednak osobno”, „Tango straconych” i „Keine Grenzen – Żadnych granic”. 
Wieloletni członek ZAiKS jako kompozytor kilkuset utworów .

## Życiorys
Urodził się 11 października 1969 w Łodzi. Jest jedynym dzieckiem pary aktorskiej, Janiny Borońskiej-Łągwy i Andrzeja Łągwy. W wieku sześciu lat rozpoczął karierę jako aktor dubbingowy w Łódzkich Studiach Opracowań Filmów – użyczył głosu tytułowemu bohaterowi Małego Księcia (1974) i Bumowi w Koncercie na patelnię i orkiestrę (1975) oraz w produkcjach: Zwariowana rodzina (1981), Dziki konik Ryn (1982) i Tam, na tajemniczych dróżkach (1982). Wystąpił także w kilku produkcjach filmowych, m.in. zagrał Zbyszka w dramacie psychologicznym Wojciecha Fiwka Pogrzeb świerszcza (1978) i Adasia Niezgódkę w spektaklu telewizyjnym Laco Adamíka Niezwykłe przygody pana Kleksa (1980).
Jest absolwentem Państwowej Szkoły Muzycznej II stopnia im. Stanisława Moniuszki w Łodzi; najpierw uczęszczał do klasy fortepianu, ostatecznie ukończył szkołę w klasie gitary. W trakcie nauki w liceum przygotowywał scenariusze szkolnych akademii i dbał o ich oprawę muzyczną, a także założył zespół, z którym występował na przyjęciach weselnych.
W latach 1989–1995 skomponował muzykę do spektakli Teatru Telewizji: Ptak, Ładna historia i Pokój do wynajęcia (w reż. Marka Gracza). Napisał muzykę do przedstawienia Przygody Kubusia Puchatka, w którym występowali jego rodzice. W latach 1990–1993 był członkiem zespołu Tamerlane (później przemianowanym na Tamerlane and His Warriors), z którym wydał album pt. 14th century soul oraz zdobył m.in. nagrodę za debiut na Krajowym Festiwalu Piosenki Polskiej w Opolu, nagrodę dziennikarzy na Krajowym Festiwalu Piosenki w Sopocie i pierwszą nagrodę na Festiwalu Krajów Nadbałtyckich w Karlshamn. W latach 1990–1993 z zespołem Varius Manx nagrał dwa albumy studyjne: The Beginning i The New Shape. Z liderem grupy, Robertem Jansonem, założył Fundację na rzecz Nowatorskich Osiągnięć w Dziedzinie Kultury, Sztuki i Ochrony Środowiska im. Krzysztofa Komedy. W 1993 nawiązał współpracę z Michałem Zabłockim, z którym stworzył muzykę do kilkunastu reklam oraz do filmu Godzina w jego reżyserii. Również w 1993 zajął się aranżowaniem utworów na zlecenie m.in. dla Krystyny Giżowskiej i Bogusława Meca. W 1995 rozpoczął karierę w dziedzinie inżynierii dźwięku, realizując nagrania w studio Wojciecha Olejnika w Łodzi. Zajął się także produkcją muzyki do reklam i małych form filmowych, współpracując z Agencją Reklamową AVA. Dzięki współpracy z firmą AVA nawiązał kontakt z Grupą Artystyczną Łódź Kaliska kreującą sztukę alternatywną, dla której komponował muzykę do kilku filmów, m.in. trzech części filmu Pamiętam, Pamiętam i komedii Marka Janiaka Kolej na film.
W 1994 nawiązał współpracę z Michałem Wiśniewskim, z którym w Teatrze Muzycznym w Łodzi otworzył pierwszy w Polsce klub karaoke . W następnym roku pracował z Wiśniewskim nad musicalem Wielki Testament opartym na tekstach François Villona i wystawionym przez Teatr Adekwatny w Warszawie (reż. Józef Zbiróg); Łągwa odpowiadał za skomponowanie piosenek do spektaklu. W 1996 założył z Wiśniewskim zespół Ich Troje, w którym pełni rolę kompozytora, aranżera, producenta i realizatora dźwięku oraz drugiego wokalisty . Z zespołem po raz pierwszy wystąpił publicznie na 34. Krajowym Festiwalu Piosenki Polskiej w Opolu. Za pracę w Ich Troje w kolejnych latach otrzymał wiele wyróżnień muzycznych, m.in. nagrodę publiczności i Grand Prix 24. Festiwalu Krajów Nadbałtyckich w Karlshamn, nagrodę publiczności podczas konkursu „Premier” na 38. KFPP w Opolu i pięć Superjedynek oraz diamentową płytę za sprzedaż albumu Ad. 4 w nakładzie ponad 700 tys. egzemplarzy . Z zespołem dwukrotnie reprezentował Polskę w Konkursie Piosenki Eurowizji (2003, 2006) oraz koncertował w kilkunastu krajach świata, m.in. w USA i Kanadzie .
Równolegle z działalnością w Ich Troje kontynuował karierę solową. Skomponował muzykę do filmu Mikołaja Haremskiego Lawstorant (2005), w którym wystąpił także w roli piosenkarza w restauracji oraz zaśpiewał dwa utwory: tytułowy i „Przyjadę tu po ciebie…”. Rok później napisał muzykę do filmu Beaty Hughes In the name of…. Na początku 2006 współpracował jako kompozytor kilku piosenek przy produkcji musicalu Pan Kazimierz w reżyserii Łukasza Czuja do tekstów Michała Zabłockiego. W 2009 napisał muzykę do musicalu Przygody damskiego fryzjera (reż. Łukasz Czuj) opartego na powieści Eduardo Mendozy i wystawionego w Teatrze Rozrywki w Chorzowie. W 2010 wydał solowy album pt. Rozdział drugii, który promował singlem „Zrozum mnie” i który rozszedł się w nakładzie 12 tys. egzemplarzy. W latach 2014–2016 pracował jako prezenter radiowy.
W 2005 otworzył Centrum Nurkowe „Łódź Podwodna” w Łodzi, które po rozwodzie przekazał żonie. Ukończył także kurs serwisanta automatów oddechowych. W 2009 otworzył klub „Cuba Libre” w Łodzi, jednak odsprzedał go w maju 2010 z powodu nierentowności lokalu.
W 2020 otrzymał stypendium Ministerstwa Kultury i Dziedzictwa Narodowego w ramach programu Kultura w Sieci na realizację projektu „Jan Kochanowski – poezja poprzez muzykę”.

## Życie prywatne
W latach 1993–2007 był mężem Doroty, z którą ma dwie córki: Marię (ur. 27 czerwca 2001) i Aleksandrę (ur. 24 maja 2004). W 2020 poślubił Karolinę Raj, z którą jest w związku od 2007.
15 stycznia 2019 Sąd Rejonowy dla Miasta Stołecznego Warszawy ogłosił upadłość konsumencką Jacka Łągwy.

## Nagrody i wyróżnienia
| Rok  | Kategoria              | Tytułem                                               | Konkurs/Nagroda                                                  | Nota      | Źródło |
| ---- | ---------------------- | ----------------------------------------------------- | ---------------------------------------------------------------- | --------- | ------ |
| 2001 | Grand Prix             | „Powiedz”                                             | Nagroda publiczności – XXXVIII KFPP w Opolu                      | Wygrana   | [ 25 ] |
| 2001 | Grand Prix             |                                                       | Nagroda publiczności – Festiwal Krajów Nadbałtyckich w Karlshamn | Wygrana   | [ 24 ] |
| 2001 | Grand Prix             | Grand Prix Festiwalu Krajów Nadbałtyckich w Karlshamn | Wygrana                                                          |           | [ 24 ] |
| 2001 | Grupa roku             | Ich Troje                                             | Fryderyki 2001                                                   | Nominacja | [ 48 ] |
| 2001 | Album roku – Pop       | Ad. 4                                                 | Fryderyki 2001                                                   | Nominacja | [ 48 ] |
| 2002 | Grupa roku             | Ich Troje                                             | Fryderyki 2002                                                   | Nominacja | [ 49 ] |
| 2002 | Najlepszy zespół       | Ich Troje                                             | Superjedynki XXXIX KFPP w Opolu                                  | Wygrana   | [ 26 ] |
| 2002 | Przebój roku           | „Powiedz”                                             | Superjedynki XXXIX KFPP w Opolu                                  | Wygrana   | [ 26 ] |
| 2002 | Najlepsza płyta popowa | Ad.4                                                  | Superjedynki XXXIX KFPP w Opolu                                  | Wygrana   | [ 26 ] |
| 2002 | Wydarzenie roku        | Sukces zespołu Ich Troje                              | Superjedynki XXXIX KFPP w Opolu                                  | Wygrana   | [ 26 ] |
| 2002 | Zespół roku            | Ich Troje                                             | Mikrofony Popcornu                                               | Wygrana   | [ 50 ] |
| 2002 | Piosenka roku          | „Powiedz”                                             | Mikrofony Popcornu                                               | Wygrana   | [ 50 ] |
| 2003 | Zespół roku            | Ich Troje                                             | Mikrofony Popcornu                                               | Wygrana   | [ 50 ] |
| 2003 | Płyta pop              | Po piąte... A niech gadają!                           | Superjedynki XL KFPP w Opolu                                     | Wygrana   | [ 27 ] |
| 2004 | Muzyka                 | Ich Troje                                             | Telekamery 2004                                                  | Nominacja |        |

### Albumy solowe
- Rozdział drugi (2009)[36]

### Gościnnie
- Varius Manx – The Beginning (1990)

## Filmografia
| Rok  | Tytuł                                            | Rola                                    | Reżyser                        |
| ---- | ------------------------------------------------ | --------------------------------------- | ------------------------------ |
| 1978 | Pogrzeb świerszcza                               | Zbyszek                                 | Wojciech Fiwek                 |
| 1980 | Niezwykłe przygody Pana Kleksa (Teatr Telewizji) | Adaś Niezgódka                          | Laco Adamík                    |
| 1992 | Kolej na film                                    | muzyka                                  | Grupą Artystyczna Łódź Kaliska |
| 1993 | Ptak (Teatr Telewizji)                           | muzyka                                  | Marek Gracz                    |
| 1994 | Ładna historia ( (Teatr Telewizji )              | muzyka                                  | Marek Gracz                    |
| 1998 | Pokój do wynajęcia (Teatr Telewizji)             | muzyka                                  | Marek Gracz                    |
| 2003 | Gwiazdor                                         | w roli samego siebie                    | Sylwester Latkowski            |
| 2005 | Lawstorant                                       | piosenkarz w restauracji (także muzyka) | Mikołaj Haremski               |
| 2006 | In the Name of...                                | muzyka                                  | Beata Hughes                   |